# Joaquin Mir Trinxet
Joaquin Mir Trinxet (på katalanska Joaquim Mir i Trinxet), född den 6 januari 1873 i Barcelona, död den 8 april 1940 i Barcelona, var en spansk målare. 
Joaquin Mir växte upp i en välbeställd textilhandlarfamilj och utbildades vid Escola de la Llotja i Barcelona, en konst- och designskola. Han umgicks i konstnärskretsar i staden och ingick i gruppen Colla del Safrà, ”Saffransgruppen”, en grupp målare kända för att använda lysande gula färger. Den unge Pablo Picasso, åtta år yngre än Mir, gjorde många porträttskisser av andra konstnärer i Barcelona och den han oftast avbildade var Joaquin Mir.

Mir var landskapsmålare men strävade inte efter att göra trogna avbildningar. Han valde färger för att uppnå önskade effekter, att målningarna skulle ”lysa upp hjärtat och själen.” En förebild var den belgiske landskapsmålaren och symbolisten William Degouve de Nuncques som Mir träffade under en vistelse på Mallorca. Mir själv har kallats både symbolist och senimpressionist. Han var en representant för den katalanska modernisme-rörelsen.

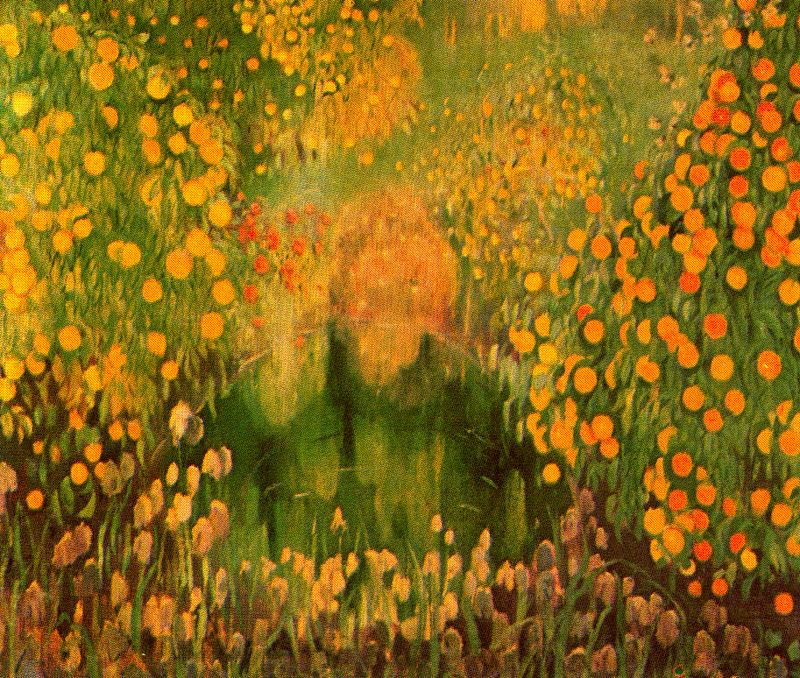
Detalj av väggmålning (ca 1901)
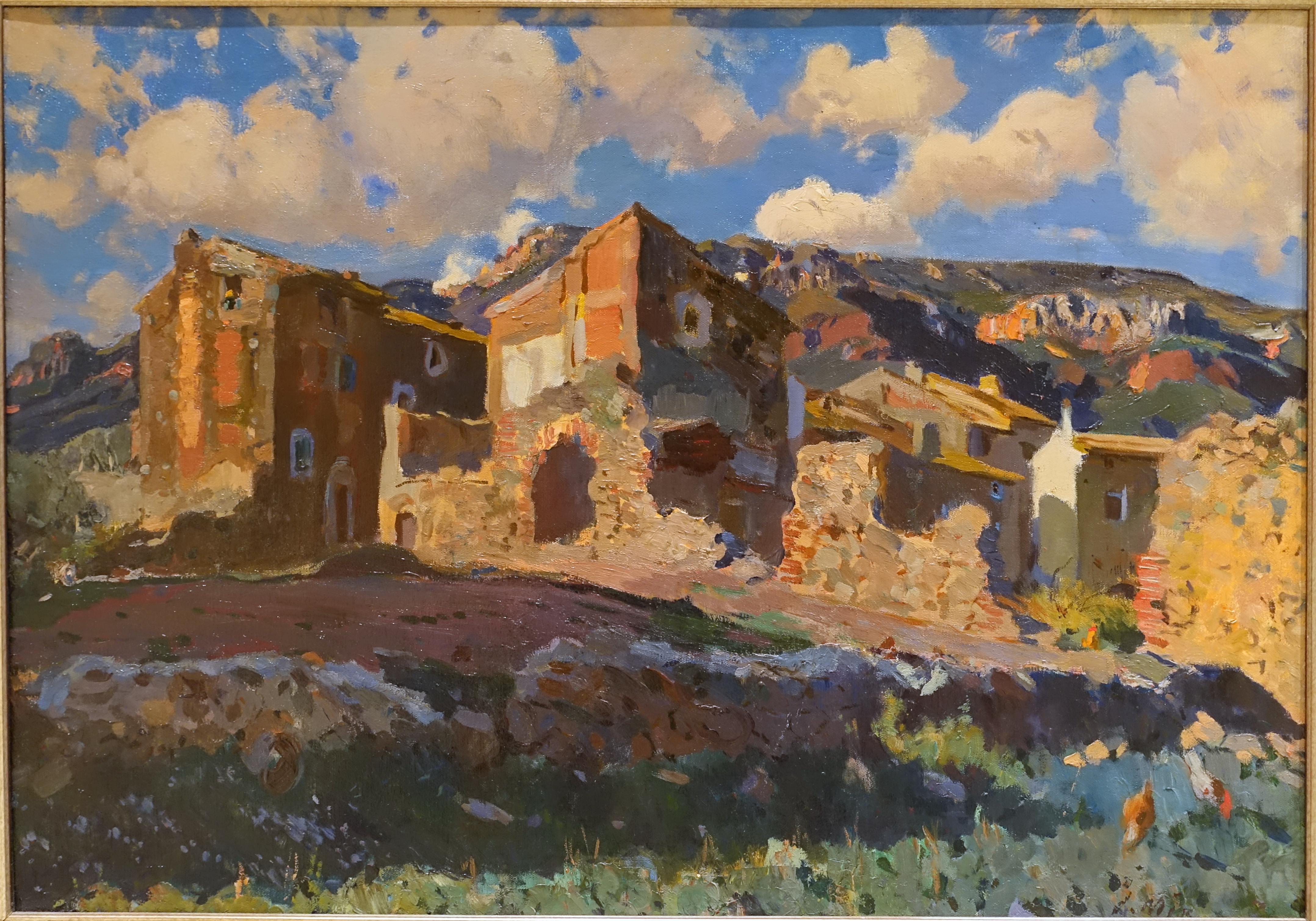
Katalanskt landskap
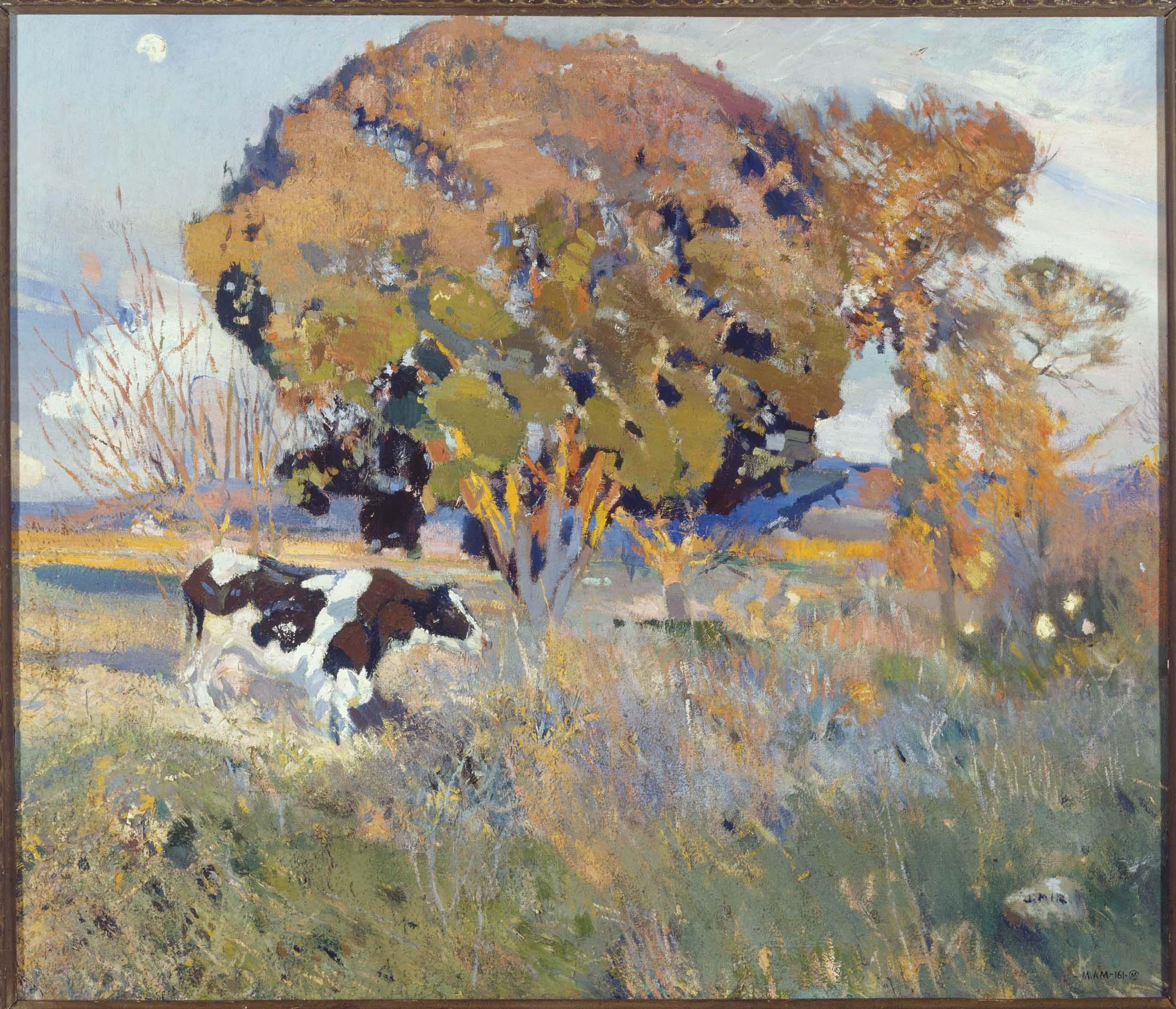
La encina y la vaca (1915)
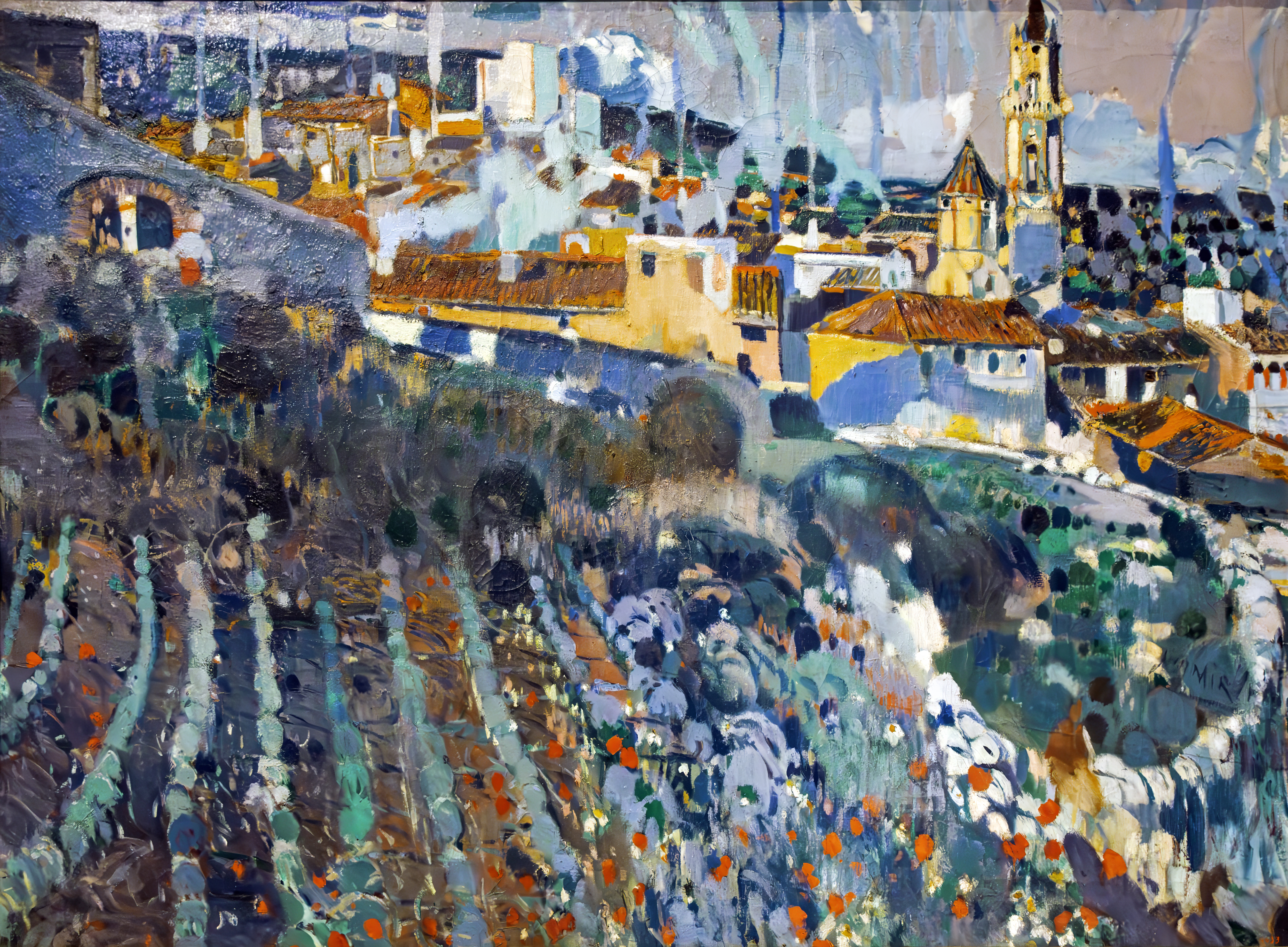
Poble Escalnot (ca 1906-1909). Senvinter, byn Maspujols